# Успение Богородично (Паралово)
Вижте пояснителната страница за други значения на Успение Богородично.
„Успение на Пресвета Богородица“ (на македонска литературна норма: Успение на Пресвета Богородица) е възрожденска православна църква в битолското село Паралово, югозападната част на Северна Македония. Част е от Преспанско-Пелагонийската епархия на Македонската православна църква – Охридска архиепископия.

## География
Църквата се намира на няколкостотин метра източно от селото, построена на възвишение. Тя е селската църква на Паралово.

## История и архитектура
Църквата е построена в 1860 година.
Сградата на църквата е с правоъгълна основа с полукръгла апсида от източната страна. Главният вход се намира от западната страна и над него има ниша с фреска в лошо състояние, на която е изобразена Богородица с Исус. Храмът има и страничен вход от южната страна, над който има ниша с фреска, която е напълно повредена и не се различава какво е изобразено на нея. Сградата е изградена от варовик и е покрита с покрив от керемиди.
В двора на църквата има селско гробище и разрушена помощна сграда.

## Галерия
- Поглед към църквата
- Главният вход
- Ниша над главния вход
- Страничният вход
- Апсидата
- Разрушеният помощен обект
- Гробищата
- Гробове